# Маяк Портланд-Билл
Маяк Портланд-Билл (англ. Portland Bill Lighthouse) — маяк, расположенный на острове Портленд в графстве Дорсет, Великобритания. Маяк расположен на самом юге острова.
Маяк Портланд-Билл был построен для судов, направляющихся в Портленд и Уэймут через опасные воды возле острова Портленд, а также служит ориентиром для судов, плавающих по Ла-Маншу. Башня маяка покрашена в отчетливые белые и красные полосы. Строительство было завершено к 1906 году.
Возможно, маяк - это самая большая достопримечательность Портленда и наиболее часто фотографируемый объект острова. Он является открытым для общественности, экскурсии находятся в ведении Trinity House.

## Галерея

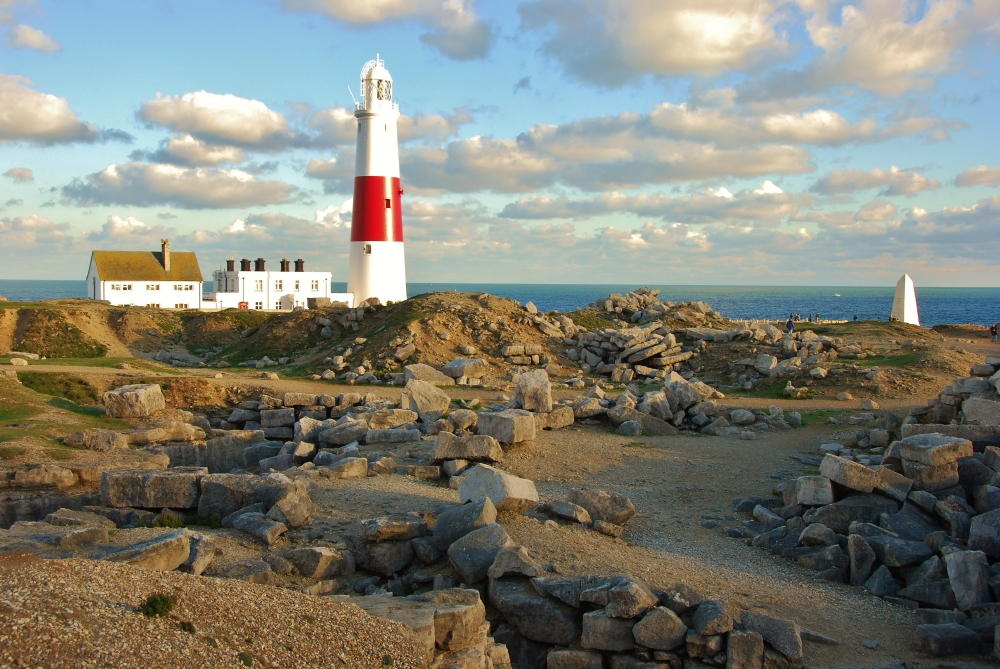
Маяк Портланд-Билл
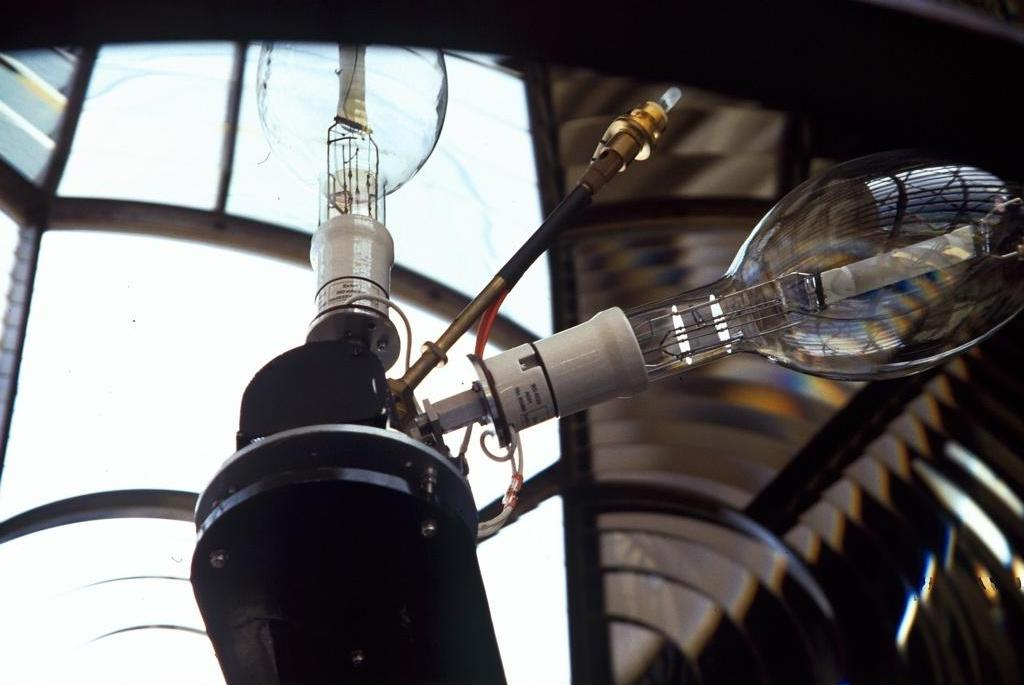
Лампы
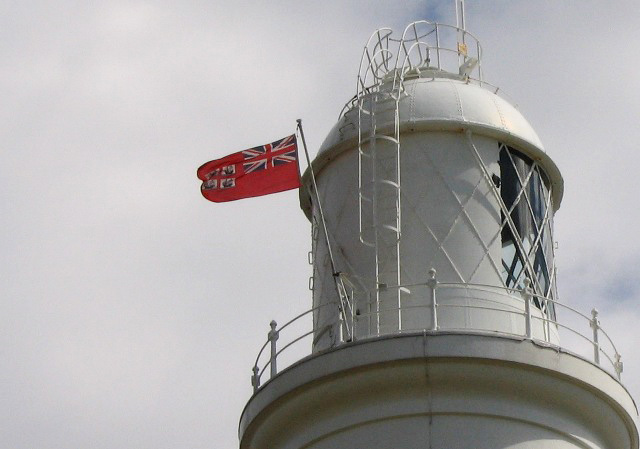
Trinity House флаг
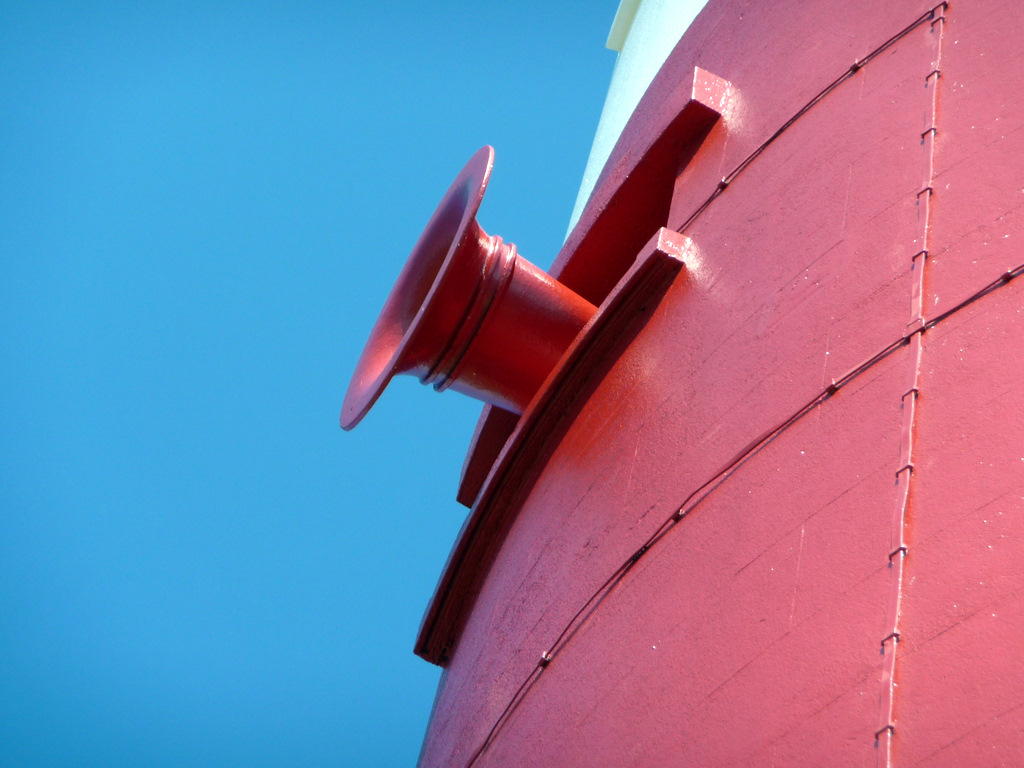
Противотуманный сигнал